# 대구 동화사 수마제전
대구 동화사 수마제전(大邱 桐華寺 須摩提殿)은 대한민국 대구광역시 동구 도학동 동화사에 있는 조선시대의 건축물이다. 1986년 12월 5일 대구광역시의 문화재자료 제16호로 지정되었다가, 2021년 7월 22일 대한민국의 보물로 지정되었다.

## 개요
대구 동화사 수마제전은 극락전의 뒤쪽에 있으면서 고금당(古金堂)이라고 전한다. 1465년(세종 11년)에 건립되었고, 임진왜란 뒤 1702년(숙종 28년)에 중창되었다는 기록이 전하며, 현재의 건물도 17세기 이후의 기법과 옛 기법이 공존하고 있다. 수마제전은 사방 1칸 규모로, 다포식 공포를 가지며 맞배지붕으로 된 불전인데, 이처럼 사방 1칸의 다포계 맞배지붕 불전은 현재 국내에서 수마제전이 유일하다. 측면에 공포를 구성하지 않았지만 평방을 구성하고, 귀포의 모습에서 이전에 다포계 팔작지붕 건물이었던 것을 해체해 일부 부재를 재사용해 다시 지으면서 지붕형태가 변경되었을 가능성을 보여주고 있다.
수마제전의 공포 의장은 극락전과 마찬가지로 교두형으로 되어 있는데, 이러한 공포 의장 기법은 앞서 살핀 송림사 대웅전, 동화사 극락전 등과 함께 17~18세기에 걸쳐 팔공산을 중심으로 한 지역 특징을 보여준다.
천장은 우물 정(井)자 모양으로 천장 속을 가리고 있는 우물천장이고, 건물 안쪽에는 아미타불좌상을 모시고 있다. 지붕가구는 삼량가로 구성되었으나, 중도리를 사용하여 마치 오량가 구조처럼 보이지만, 실제는 중도리 없이 하나의 서까래만 걸친 삼량가의 독특한 방식으로 되어있다. 이러한 지붕가구 기법은 다른 문화재에서는 볼 수 없는 것으로 전통 목조건축 지붕가구 기법의 다양성을 보여주는 중요한 사례라 평가할 수 있다. 그리고 종보 위에 설치한 고식의 솟을합장 부재가 남아있는 것도 중요한 특징으로 언급할 만하다.

## 같이 보기
- 동화사
- 대구 동화사 극락전
- 대구 동화사 대웅전

## 주해
1. 1 2  삼량가‧오량가: 가구의 구조형식으로 도리(지붕가구 구성에서 기둥, 보와 함께 뼈대를 구성하며, 서까래와 직교하여 서까래를 받치는 부재임, 위치에 따라 처마도리, 중도리, 종도리로 불림)의 개수에 따라 세개면 삼량가, 다섯개면 오량가임. 오량가는 전후의 처마도리와 중도리가 각각 2개씩이고 최상단에 마룻대(종도리)를 두어 총 5개의 도리가 사용된 가구임
2. ↑  종보 : 대들보 위에 설치되는 마지막 보
3. ↑  솟을합장: 종보 위에서 마룻대(종도리)의 좌우이동을 방지하기 위해 ㅅ자 모양으로 버티어대는 부재

## 참고 문헌
- 동화사수마제전 - 국가유산청 국가유산포털
- 이 문서에는 문화재청에서 공공누리 제1유형으로 배포된 자료를 바탕으로 한 내용이 포함되어 있습니다.